# Manche (aéronautique)
Pour les articles homonymes, voir manche.
Le manche à balai (ou plus simplement manche) est, en aéronautique, la commande de vol qui permet au pilote d'un aérodyne de commander les attitudes de celui-ci selon les axes de tangage et de roulis.

## Invention et brevets
Le principe a été inventé et breveté en 1906-1907. Le britannique Alliott Verdon-Roe avait déposé en novembre 1906 un brevet décrivant un dispositif de commande par un volant (similaire à celui d'une automobile) également mobile dans le plan vertical. On attribue l'invention du manche aux Français Louis Blériot et Robert Esnault-Pelterie. Bien que le dispositif de Blériot  soit plus proche du système qui s'est finalement imposé, c'est  Esnault-Pelterie qui sera finalement détenteur du brevet en 1925 après une longue et coûteuse bataille juridique.

## Voilure fixe

Action du manche sur les gouvernes de profondeur et de gauchissement (ailerons)

Sur un avion ou un planeur, le manche actionné en avant ou en arrière agit en tangage sur l'incidence via la gouverne de profondeur, permettant de modifier la trajectoire dans le plan vertical (montée, palier ou descente). Actionné à droite ou à gauche, il agit en roulis sur l'inclinaison via la gouverne de gauchissement (généralement des ailerons), contrôlant la trajectoire dans le plan horizontal (ligne droite ou virage). 
Le manche classique est un simple levier situé entre les jambes du pilote, d'où l'appellation familière de « manche à balai » ou en anglais de stick ou control stick. Il est articulé au niveau du plancher et inclinable en tous sens, agissant en même temps sur les gouvernes de tangage (par un mouvement vers l'avant ou l'arrière) et de roulis (par un mouvement à droite ou à gauche). La transmission des efforts entre le manche, et plus généralement l'ensemble des commandes de vol, et les gouvernes se fait par l'intermédiaire de câbles ou de bielles rigides.
Sur les avions plus lourds, les efforts à exercer étant plus importants, en particulier avant l'introduction de l'assistance hydraulique, le manche a pris la forme d'un volant (parfois d'un guidon), monté sur colonne, pouvant être manipulés des deux mains. Les niveaux d'efforts ont été initialement réduits par des systèmes de compensation aérodynamique ou d'assistance hydraulique.
À la suite de l'introduction des commandes de vol électriques, le manche est devenu un mini-manche ou joystick, positionné sur le côté, ce qui permet de gagner du poids et de l'espace et de dégager la vue sur la planche de bord. Sur ces avions, il n'y a plus aucun lien mécanique entre le manche et les gouvernes : la position du manche est transmise sous forme de signal électrique à des calculateurs, qui l'interprètent pour en déduire la commande à envoyer aux actionneurs hydrauliques ou électromécaniques des gouvernes. La position de manche ne correspond plus directement à un braquage des gouvernes de profondeur et de gauchissement, mais à une consigne (généralement un facteur de charge et une vitesse de roulis) sur laquelle le système de commandes de vol asservit l'avion. 
Les avions de ligne d'Airbus, ainsi que la plupart des avions de chasse, sont équipés de mini-manches, alors que ceux de Boeing ont conservé le volant classique malgré l'adoption des commandes de vol électriques sur les modèles récents.

### Fonctions secondaires
Les manches se terminent par une poignée pouvant comporter un grand nombre de commandes supplémentaires tels que la touche de communication radio, une gâchette permettant de déclencher l'ouverture du crochet d'élingue ou de treuil (largage d'eau sur un foyer d'incendie ou transport de charges), les boutons de gestion des armements sur les avions ou hélicoptères de combat.
Ceci permet au pilote de contrôler son appareil en conservant les mains sur la manette des gaz et le manche à balai (système HOTAS).

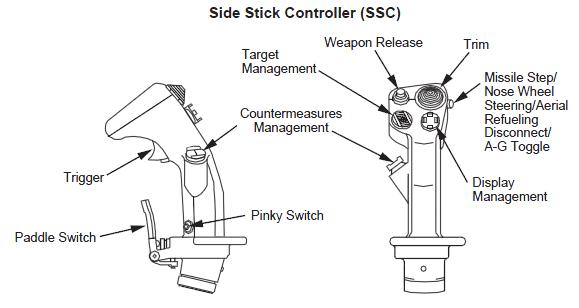
Schéma du manche latéral du F-16.
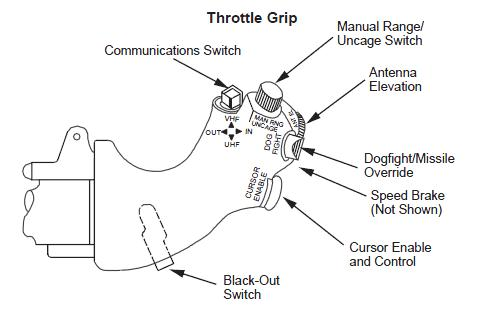
Schéma de la manette des gaz du F-16.

### Types
La forme en volant, ou en guidon, notamment dans la plupart des avions de ligne permet d'utiliser les deux mains. L'inclinaison droite-gauche est remplacée par la rotation du volant. Le terme anglais yoke = joug et le terme allemand Steuerhorn = cornes de commande évoquent mieux la relation avec des cornes de taureau.

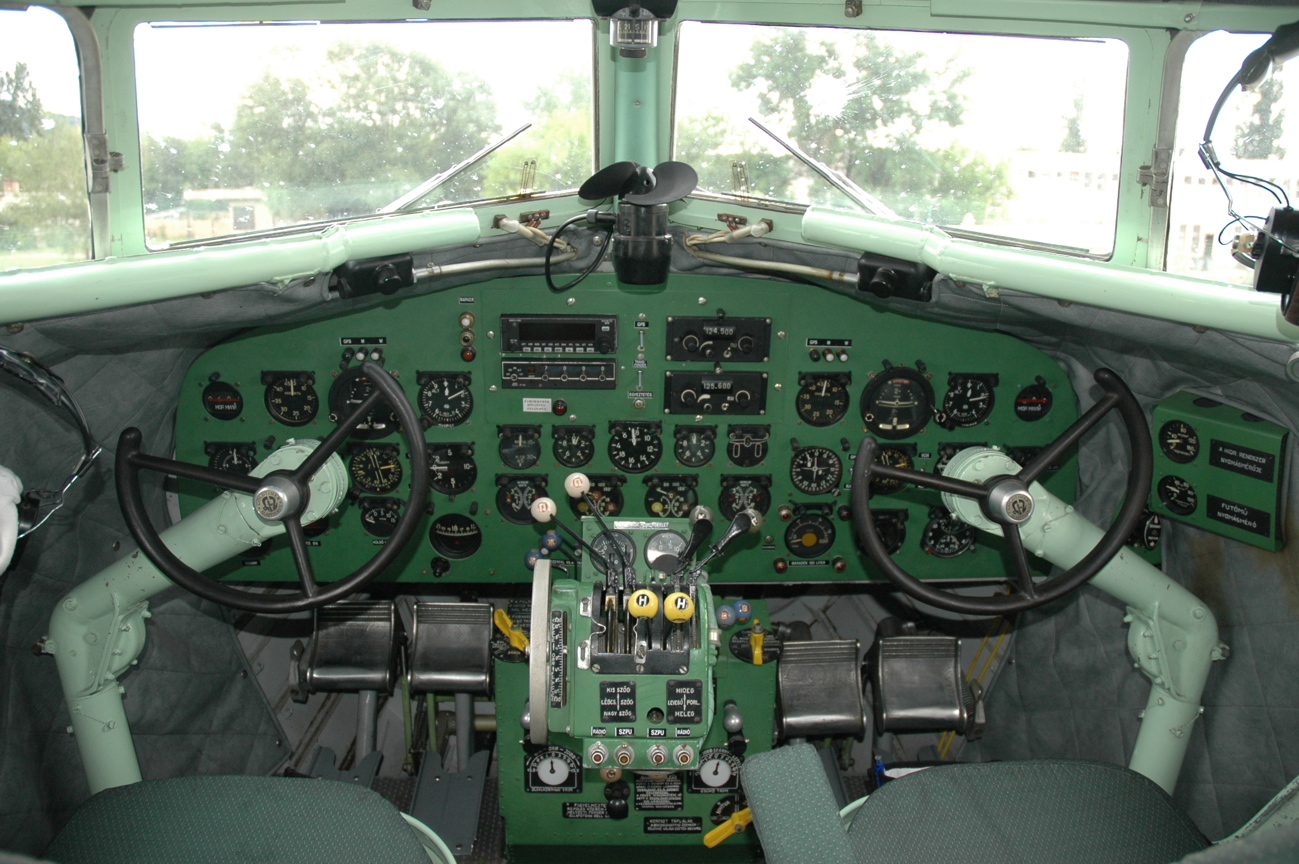
Volant circulaire d'un Lissounov Li-2 des années 1940.
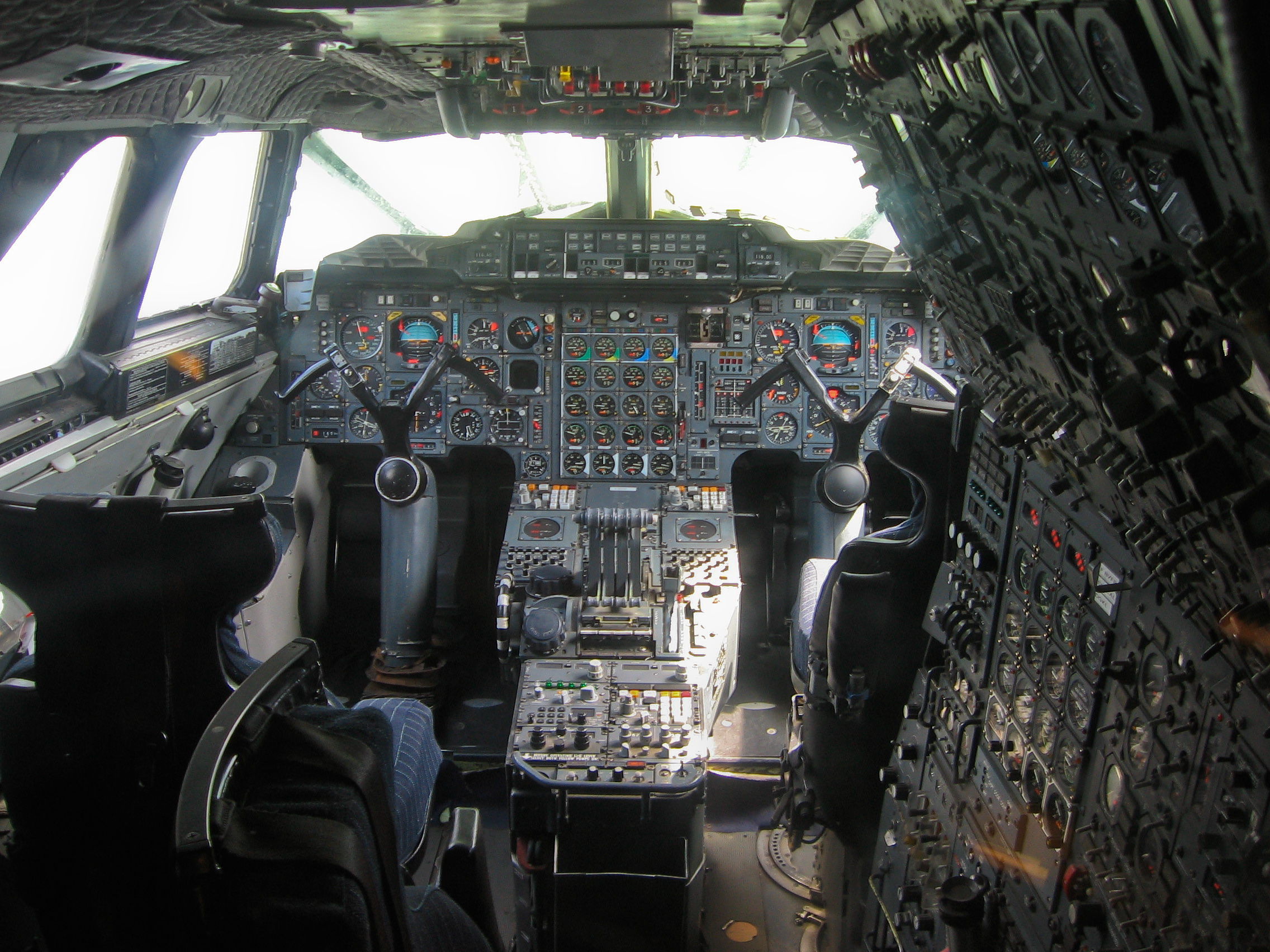
Guidon en forme de M du Concorde.

Sur les avions à commandes électriques, puisqu'il n'y a plus d'efforts à transmettre, le manche peut prendre la forme d'un minimanche latéral, ce qui dégage totalement l'espace situé entre le pilote et le tableau de bord. Il est utilisé dans de nombreux appareils de combat militaires comme les F-16 Fighting Falcon, Mitsubishi F-2, Dassault Rafale et F-22 Raptor, ainsi que dans des avions civils comme les Sukhoi Superjet 100, Airbus A320 et Airbus A380. Sur le F-16, le manche est presque fixe (et l'était entièrement dans le YF-16) et la pression appliquée par le pilote est déterminée par des jauges de déformation,.

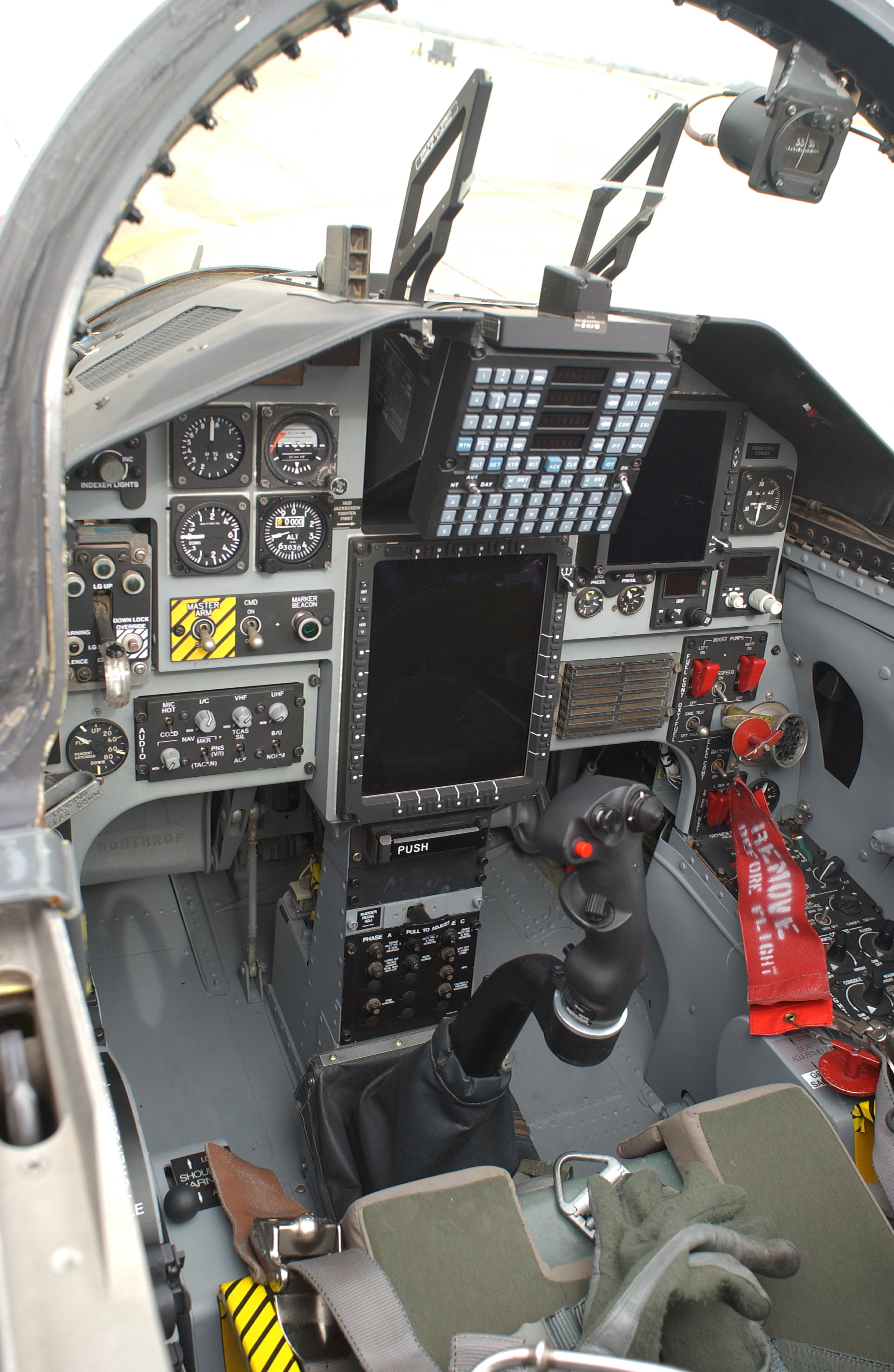
Cockpit de T-38 avec au premier plan le manche à balai central.
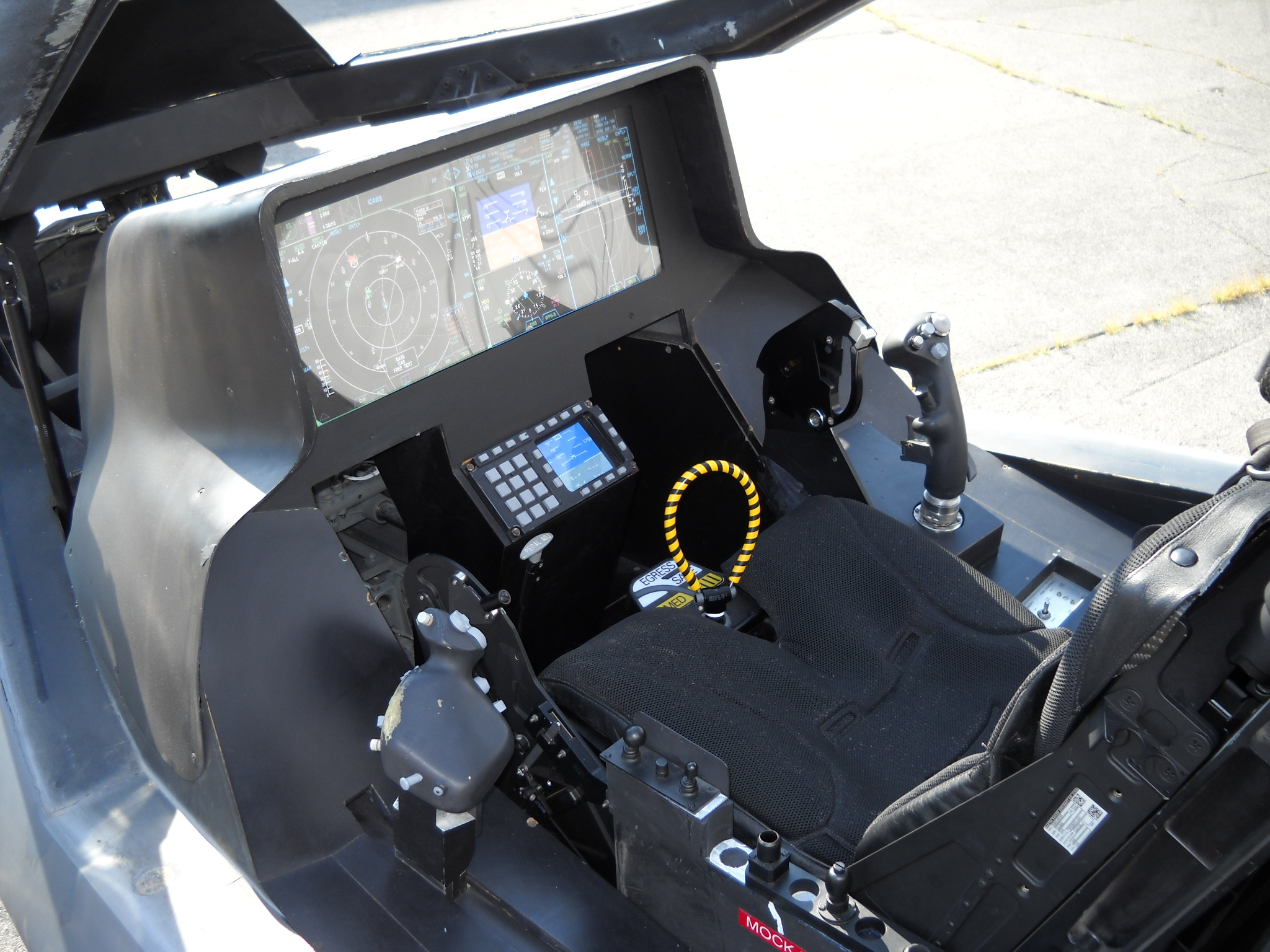
Cockpit de F-35 avec son mini-manche latéral (à droite).

## Voilure tournantes

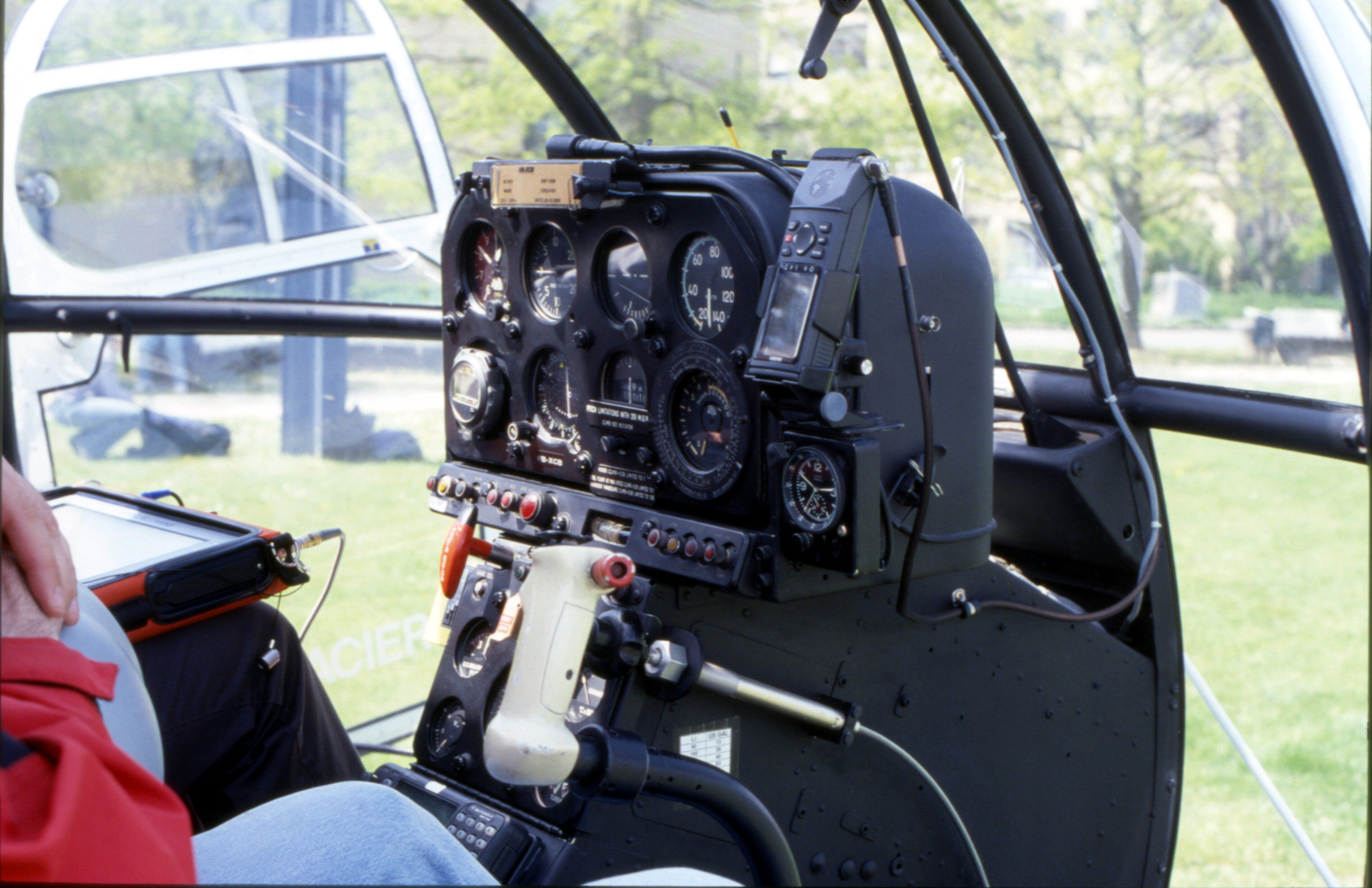
Manche cyclique de l'hélicoptère Alouette

Les hélicoptères sont équipés de deux manches :
- un manche à balai semblable à celui de l'avion, aussi appelé manche de pas cyclique : levier placé entre les jambes du pilote qui agit sur les assiettes de l'hélicoptère en changeant le pas de chaque pale de façon cyclique, modifiant ainsi l'inclinaison de l'ensemble du disque rotor. En vol à faible vitesse, le manche permet de diriger l'appareil dans le plan horizontal (translation vers l'avant, l'arrière, la droite ou la gauche. À plus forte vitesse, il a le même effet que sur un avion (montée , descente, ligne droite ou virage) ;
- un levier de pas général (ou de pas collectif), placé sur la gauche du pilote qui modifie uniformément l'angle des pales du rotor. En combinaison avec la commande de puissance du moteur, cela permet de commander la montée ou la descente dans le plan vertical (en stationnaire ou à faible vitesse). En translation, il permet aussi d'accélérer ou de ralentir.

Le manche cyclique est lié au plancher via une liaison rotule, permettant le déplacement du manche avant/arrière et gauche/droite, et est équipé d'une masse d'équilibrage afin de déplacer le centre de gravité du manche sous le plancher : si le pilote lâche le manche, la masse d'équilibrage le ramène à la verticale.
Le manche collectif est lié au plancher par une liaison pivot. Il est équipé d'une masse d'équilibrage, qui le maintient en position quand le pilote lâche le manche, ainsi que d'un système à ressort indiquant au pilote que ce dernier atteint une position limite.
Ces deux manches sont aussi équipés de dispositifs à friction permettant de durcir momentanément les commandes.
Sur un autogire, le manche à balai est un manche de pas cyclique semblable à celui de l'hélicoptère, il n'y a pas de commande de pas général.